# Carla Simons
Carla Simons (* 29. April 1903 in Amsterdam; † 19. November 1943 im KZ Auschwitz-Birkenau) war eine niederländische Schriftstellerin, Übersetzerin und Romanistin, Opfer des Nationalsozialismus.

## Leben und Werk
Caroline Josephine Sophie Simons belegte an der Universität Amsterdam Kurse in Französisch und Italienisch. Dabei lernte sie den von seiner Frau getrennt lebenden Privatdozenten für Italienisch Romano Guarnieri kennen und wurde seine Lebensgefährtin. Zwischen 1926 und 1939 publizierte sie unter dem Namen Carla Simons drei Romane und ein Kinderbuch, ferner die Übersetzung eines Textes von Lionello Fiumi. Postum erschien ihre Übersetzung des  Romans Piccolo mondo antico von Antonio Fogazzaro. 
Der Judenverfolgung in den Niederlanden (vor allem ab 1942) entging sie anfänglich unter dem Schutz des faschistisch orientierten Guarnieri. Nach dem Sturz Mussolinis im September 1943 ordnete Adolf Eichmann am 27. September 1943 persönlich ihre Festnahme an. Zwei Monate später wurde sie in Auschwitz ermordet.
In der Zeit ihrer Gefährdung schrieb sie ein Tagebuch, das 2014 herausgegeben wurde.

## Werke
- Voorspel (Les amours en cachette), Amsterdam 1926
- Lea. Episoden uit een vrouwenleven, Amsterdam 1930
- Snip, Snap, Snavelmond trokken de wijde wereld rond, Amsterdam 1932 (Kinderbuch)
- (Übersetzerin) Lionello Fiumi, Un' Olanda fra due orari e ritorno via Bruges = Holland gezien tusschen twee treinen en een terugreis over Brugge, Amsterdam 1939
- Ik wil leven. Roman, Amsterdam 1939
- (Übersetzerin) Antonio Fogazzaro, De kleine wereld, Amsterdam 1945 (italienisches Original: Piccolo mondo antico, 1895)
- Dagboek 1942. Leven op de grens van wankelende waarden, Wormerland 2014 (Tagebuch)